# معركة ميسيلا الأولى
وقعت معركة ميسيلا الأولى بتاريخ 25 يوليو 1861 في بلدة ميسيلا تقع حاليا في مقاطعة دونا أنا بنيومكسيكو.

## المعركة
دارت المعركة بين الولايات الكونفدرالية الأمريكية والاتحاد خصمي الحرب الأهلية الأمريكية.